# Moixera nana
La moixera nana (Sorbus chamaemespilus) és un arbust del gènere Sorbus.
És originari de les muntanyes del centre i sud d'Europa des dels Pirineus als Alps i els Carpats. Als Països Catalans només es troba als Pirineus entre 1.850 i 2.250 m d'altitud.
És un arbust caducifoli que arriba a fer de 2 a 3 metres d'alt.
Les fulles estan disposades en espiral, són oval-el·líptiques de 3 a 7 cm de llarg amb un àpex agut i el marge serrat.
Floreix, a Catalunya, els mesos de juny i juliol. Les flors són rosades amb 5 pètals i agrupades en corimbes de 3 a 4 cm de diàmetre.
El fruit és un pom oval i vermell de 10-13 mm de diàmetre.
És l'única espècie del subgènere Chamaemespilus, distingible d'altres subgèneres del gènere Sorbus per la flor de color rosa (i no blanca) i els pètals punxeguts.